# Siemyśl
Siemyśl (niem. Simötzel) – wieś sołecka w Polsce położona w województwie zachodniopomorskim, w powiecie kołobrzeskim, w gminie Siemyśl. Miejscowość jest siedzibą gminy Siemyśl.
Według danych z 31 grudnia 2024 roku Siemyśl miał 1 006 mieszkańców

## Położenie
Miejscowość leży na Równinie Gryfickiej ok. 19 km na południe od Kołobrzegu przy drodze powiatowej Rościęcino – Rzesznikowo. Około 0,5 km na północ od miejscowości przepływa Dębosznica.

## Historia
Pierwsze wzmianki o wsi (jako Szebomuzl) pojawiają się w 1214 r. Do 1247 r. wieś należała do rodu von Borck z Łobza, który sprzedał ją za 88 marek klasztorowi Najświętszej Marii Panny z Koszalina. Miejscowość zapisano w dokumentach jako Zimmizlowe  w 1276 jako własność kapituły kołobrzeskiej. Później Siemyśl należał do dóbr Manteuffelów. W 1456 r. Manteuffelowie sprzedają pół wsi szpitalowi św. Ducha i radzie miejskiej w Kołobrzegu. Po pokoju westfalskim i podziale księstwa pomorskiego wieś wchodziła w skład Brandenburgii, potem Prus i Niemiec. W 1910 r. Siemyśl liczył 910 mieszkańców. Wchodził w skład okręgu (Amt) Unieradz i był siedzibą parafii ewangelickiej obejmującej Unieradz i Nieżyn. Od 1945 r. należy do Polski. W latach 1950–1998 należał do województwa koszalińskiego.
Miejscowość była siedzibą gromady Siemyśl.

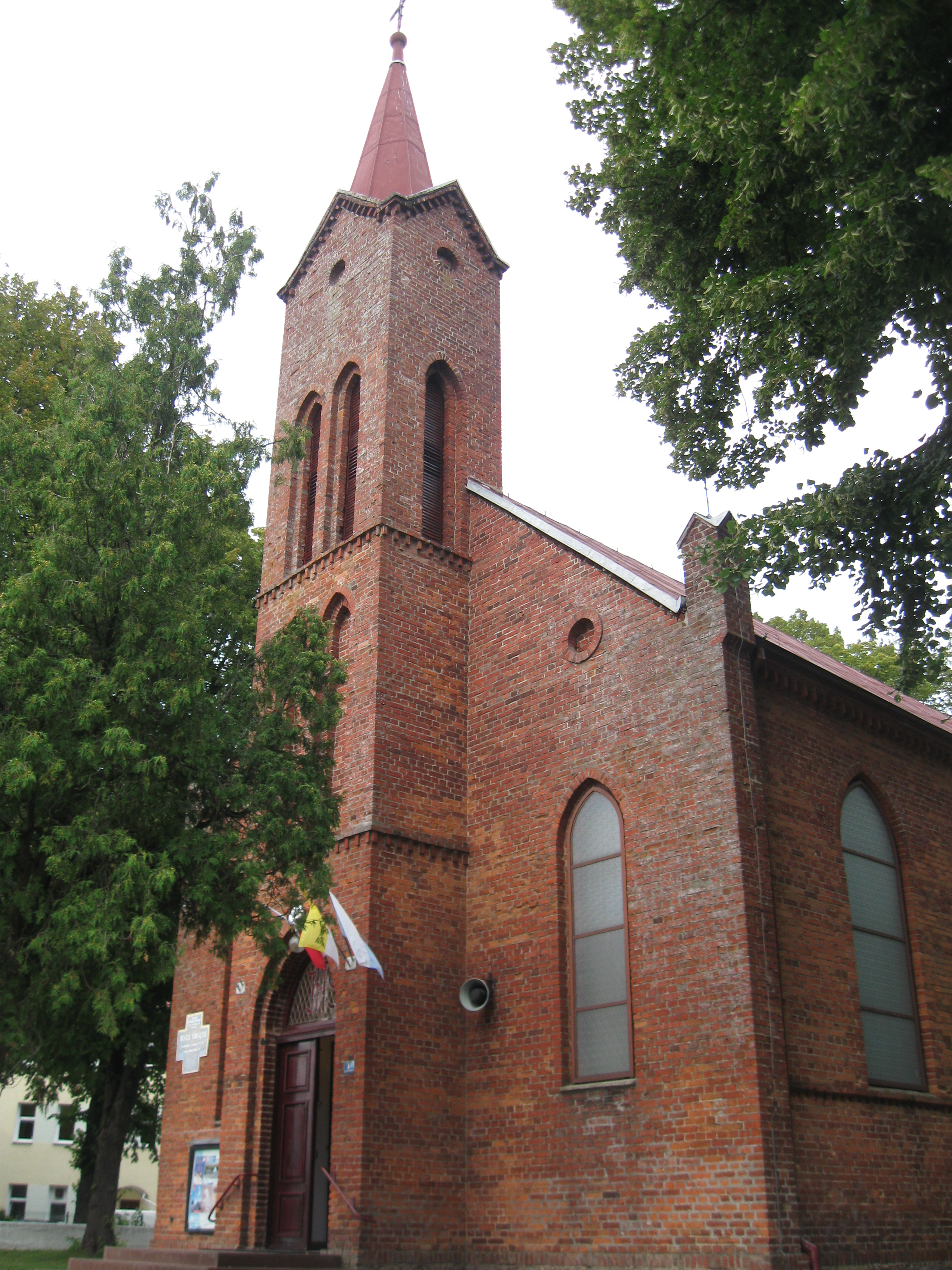
Kościół parafialny pw. św. Stanisława Kostki w Siemyślu (sierpień 2013)

## Zabytki
- Kościół parafialny pw. św. Stanisława Kostki z 1866 r., neogotycki. W świątyni znajdują się m.in.: drewniana, renesansowa chrzcielnica z 1. poł. XVII w., polichromowana, z misą cynową[9] i 2 dzwony z brązu, jeden gotycki z XV w., drugi z 1856 r.[9]
- Dwór z 1863 r. z częściowo przekształconą bryłą. Obok mocno przerzedzony park dworski[4].
- Młyn z 4. ćwierci XIX w.[4]
- Kaplica cmentarna z końca XIX w.

## Oświata
We wsi znajduje się Szkoła Podstawowa im. Noblistów Polskich, w której skład wchodzą szkoła podstawowa i oddziały przedszkolne.

## Kultura
W Siemyślu znajduje się Gminna Biblioteka Publiczna.

## Sport
- W Siemyślu funkcjonuje klub piłkarski „Jantar” Siemyśl, który obecnie gra w grupie północnej koszalińskiej klasy okręgowej.
- W Siemyślu od 2012 roku funkcjonuje boisko „Orlik”.

## Pomniki
- Pomnik przyrody, znajdujący się na cmentarzu komunalnym w Siemyślu

## Wspólnoty religijne
Siemyśl jest siedzibą parafii rzymskokatolickiej pw. św. Stanisława Kostki, wchodzącej w skład dekanatu Gościno.

## Bezpieczeństwo

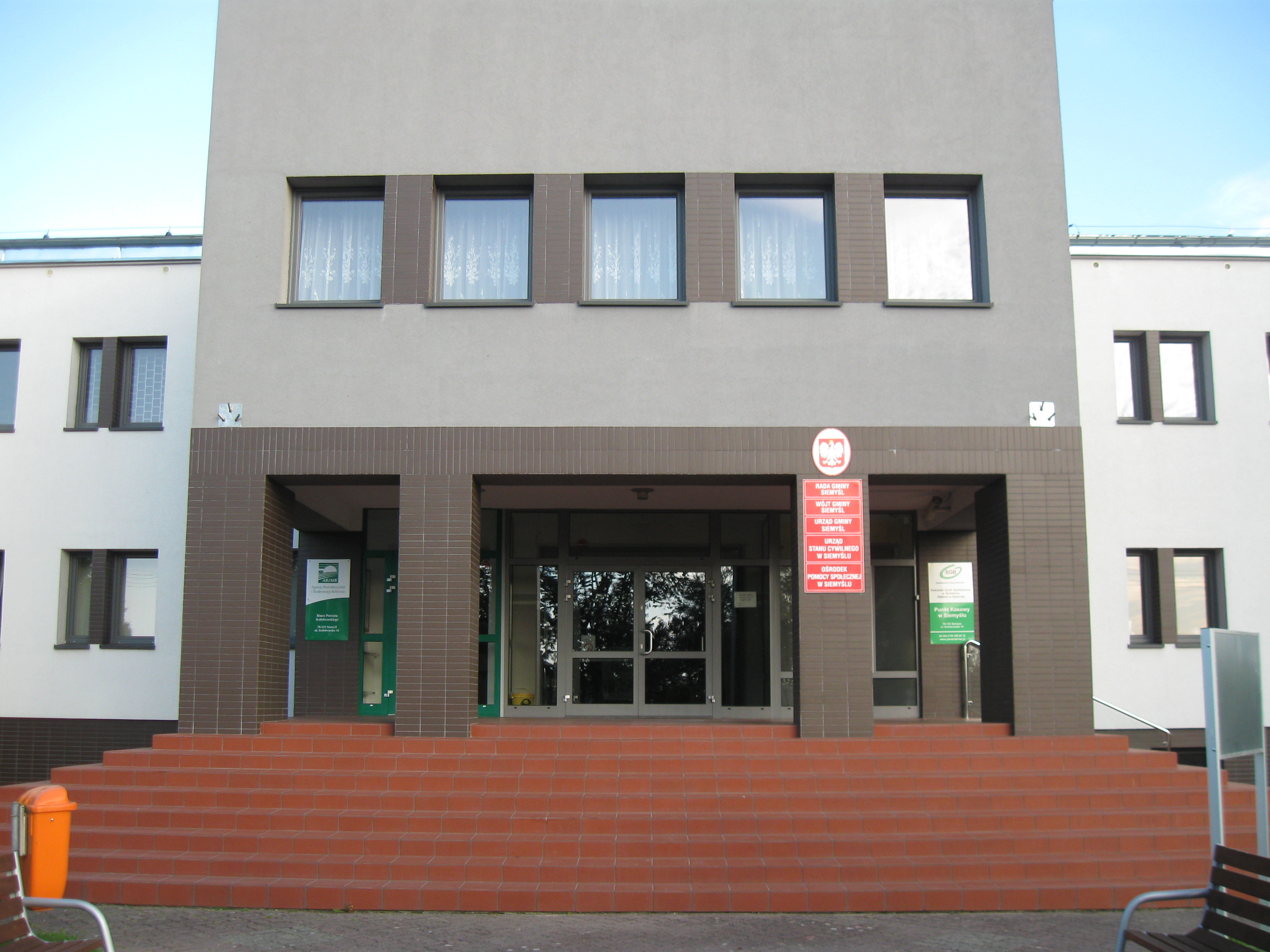
Urząd Gminy w Siemyślu (sierpień 2013)

W miejscowości ma siedzibę jednostka Ochotniczej Straży Pożarnej włączona do krajowego systemu ratowniczo-gaśniczego.

## Opieka zdrowotna
We wsi znajduje się Niepubliczny Zakład Opieki Zdrowotnej

## Transport
Połączenie autobusowe z Kołobrzegiem jest obsługiwane przez jednego przewoźnika. Przez Siemyśl przebiega również linia autobusowa do Świdwina. Na terenie wsi znajdują się 2 przystanki autobusowe.